# Mniotype albostigmata
Mniotype albostigmata é uma espécie de insetos lepidópteros, mais especificamente de traças, pertencente à família Noctuidae.
A autoridade científica da espécie é Bethune-Baker, tendo sido descrita no ano de 1891.
Trata-se de uma espécie presente no território português.